# Meier & Weichelt

Firmenansicht der Firma auf einem Briefkopf von 1921

Die Firma Meier & Weichelt war eine Gießerei in Leipzig. Die Firma produzierte neben rohem Stahlguss für die gesamte weiterverarbeitende Industrie auch Werkzeuge und Geräte zur Elektro-Installationen, Metall- und Holzbearbeitung sowie für Fabriken und Werkstätten.

## Geschichte
Die Firma Meier & Weichelt wurde am 14. April 1874 von Ernst Meier (1834–1907) und Carl Andreas Weichelt (1847–1926) in Leipzig-Lindenau gegründet. Teilhaber waren der Kommerzienrat Emil Vogel, Julius Vogel und Curt Weichelt. Die Firma stellte zunächst Graugussfabrikate für die Leipziger Maschinenbauindustrie her. 
Ab 1897 war, gefördert durch die deutsche Schutzzollpolitik, ein Anstieg der Produktion zu verzeichnen. Mit der Fertigung von Kleineisenwaren wurde die Produktpalette des Unternehmens auf eine breitere Grundlage gestellt. Die Zahl der Beschäftigten stieg von anfangs 23 Arbeitern und Angestellten auf 460 Arbeiter und 26 Angestellte. Auch die Aufrüstung vor Beginn des Ersten Weltkrieges führte in dem Unternehmen zu einem konjunkturellen Aufschwung. 1905 erfolgte die Übernahme einer kleinen Tempergießerei in Großzschocher, welche erweitert und umgerüstet wurde. Es entstanden eine Stahlgießerei, eine neue Graugießerei, eine Kettenfabrik, mechanische Werkstätten und große Lagerräume. In den folgenden Jahren erwarb die Firma weitere Grundstücke in Windorf und Knautkleeberg. Am 1. Mai 1920 wurde oHG in eine Kommanditgesellschaft umgewandelt.
Das Ende des Ersten Weltkrieges und die darauf folgenden Wirtschaftskrisen führten zu einem Rückgang der Produktion, und unzählige Arbeiter und Angestellte verloren ihre Arbeitsplätze. Das Unternehmen stand kurz vor dem Konkurs. Nach der Machtergreifung durch die Nationalsozialisten bemühte sich das Unternehmen erfolgreich um den Erhalt von Rüstungsaufträgen und wurde 1935 vom Reichswehrministerium zum Rüstungsbetrieb erklärt. Dieses und der Ausbruch des Zweiten Weltkrieges führten zu einem sprunghaften Anstieg der Produktion und damit auch zu einer erheblichen Steigerung von Umsatz und Gewinn. Durch den Einsatz von Fremd- und Zwangsarbeitern stieg die Anzahl der Arbeiter im Jahr 1944 auf über 4000 an.
Da die Gebäude und Einrichtung des Unternehmens während des Krieges stark beschädigt wurden, konnte die Produktion im Sommer 1945 nur in geringem Umfang wieder aufgenommen werden. Die ersten Monate nach Kriegsende waren geprägt von Aufräum- und Reparaturarbeiten. Im Oktober 1945 wurde die Firma unter Zwangsverwaltung gestellt und auf der Grundlage des Volksentscheids vom 30. Juni 1946 enteignet. Zum 1. Oktober 1948 wurde der Betrieb rechtswirksam verstaatlicht und als VEB GUS Leipziger Eisen- und Stahlwerke der GUS Vereinigung Volkseigener Betriebe Guß- und Schmiedeerzeugnisse Leipzig eingegliedert. Am 12. März 1953 wurde die Firma Meier & Weichelt dann im Handelsregister (HRA 9509) gelöscht und der VEB Leipziger Eisen- und Stahlwerke (LES) im Register der Volkseigenen Wirtschaft (HRC 157) eingetragen. Mit Wirkung vom 31. Dezember 1965 wurden der VEB Leipziger Eisen- und Stahlwerke, der VEB Zentrale Projektierung Gießereien Leipzig und der VEB Bernsdorfer Eisenwerk als juristisch selbständige Betriebe aufgelöst. Rechtsnachfolger war der VEB Gießereianlagen. Der Betrieb VEB Gießereianlagen (HRC 448) war der Größte innerhalb der Gießerei-Industrie der DDR. Ab 1979 war er als Stammbetrieb Teil des VEB Kombinat Gießereianlagenbau und Gußerzeugnisse Leipzig (GISAG) und ab dessen Auflösung 1987 Teil des VEB Kombinat baukema Leipzig. Nach 1990 erfolgten die Liquidierung dieses Betriebsteiles und Abbruch der Gebäude.

## Produktion

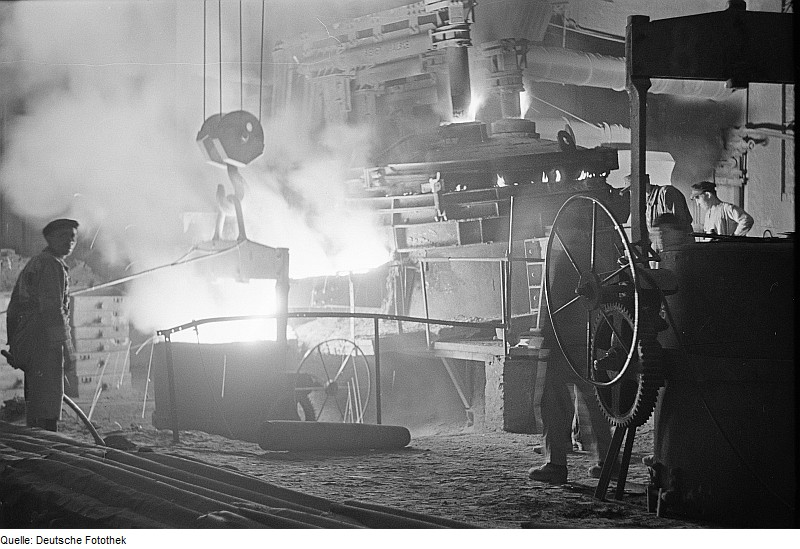
Arbeiter am Elektroofen 1949

Nach Gründung des Unternehmens 1874 wurde zunächst roher Grauguss nach Kundenmodellen gefertigt. In den Folgejahren konnte die Produktpalette weiter vergrößert werden. Sie umfasste unter anderem Werkzeuge und Geräte zur Elektroinstallation, zur Metall- und Holzbearbeitung sowie für Fabriken und Werkstätten. Weiterhin wurden Gelenk- und Stahlbolzenketten für Förderanlagen und nach wie vor roher Stahlguss für viele Branchen der weiterverarbeitende Industrie produziert. Exporte erfolgten in viele Länder Europas, Südamerikas, Asiens und Afrikas. Während der beiden Weltkriege wurden auch Gussteile für den Kriegsbedarf hergestellt. Meier & Weichelt und die Nachfolgebetriebe versorgten die folgenden Industriezweige mit ihren Produkten: Bergbau, Förderanlagen-Produktion, Automobilbau, Elektromaschinenbau und die Armaturen- und Schwerindustrie. Die Abteilung Lindenau (Werk II Lindenau) war für die Herstellung von Grauguss zuständig und belieferte in erster Linie die Leipziger Großbetriebe, besonders den polygraphischen Maschinenbau, den Schwermaschinenbau und die Elektroindustrie. Der Standort verfügte über einen Gleisanschluss an den Bahnhof Plagwitz.

## Gegenwart
Seit 2011 befindet sich auf dem Gelände in Lindenau der Neubau der Firma Taschenkaufhaus mit Verwaltungsgebäude und Versand. Am Standort Großzschocher ist seit 1995 die Firma GF Casting Solutions ansässig und nach eigenen Angaben Nachfolger von Meier und Weichelt. Mit einer Produktionskapazität von 60.000 Tonnen pro Jahr fertigen hier über 250 Mitarbeiter große und schwere Gussteile.